# Osby distrikt
Osby distrikt är ett distrikt i Osby kommun och Skåne län. 
Distriktet ligger i och omkring Osby.

## Tidigare administrativ tillhörighet
Distriktet inrättades 2016 och utgörs av området som Osby köping omfattade till 1971 och vari Osby socken uppgick 1962.
Området motsvarar den omfattning Osby församling hade 1999/2000.